# Meldrick Taylor
Meldrick Taylor (ur. 19 października 1966 w Filadelfii) – były amerykański bokser kategorii piórkowej, złoty medalista letnich igrzysk olimpijskich w Los Angeles.